# Lagoão
Lagoão is een gemeente in de Braziliaanse deelstaat Rio Grande do Sul. De gemeente telt 6.702 inwoners (schatting 2009).

## Aangrenzende gemeenten
De gemeente grenst aan Barros Cassal, Gramado Xavier, Passa-Sete, Segredo, Sinimbu, Soledade en Tunas.